# Тест Чоу
Тест Чоу (Чжоу, англ. Chow test) — применяемая в эконометрике процедура проверки стабильности параметров регрессионной модели, наличия структурных сдвигов в выборке. Фактически тест проверяет неоднородность выборки в контексте регрессионной модели.
Истинные значения параметров модели могут теоретически различаться для разных выборок, так как выборки могут быть неоднородны. В частности, при анализе временных рядов может иметь место так называемый структурный сдвиг, когда со временем изменились фундаментальные характеристики изучаемой системы. Это означает, что модель до этого сдвига и модель после сдвига вообще говоря разные. Например, экономика в 1998—1999 году и в 2008—2009 годах претерпевала структурные изменения в связи с кризисными явлениями, поэтому параметры макроэкономических моделей могут быть разными, до и после этих моментов.

## Тест Чоу на структурное изменение
Пусть дана выборка {\displaystyle S} объёмом {\displaystyle n}, которая разбита на две подвыборки {\displaystyle S_{1},~S_{2}}, с объёмами {\displaystyle n_{1},~n_{2}} соответственно: {\displaystyle n=n_{1}+n_{2}}. Для временных рядов это означает обычно, что определён момент времени, подозреваемый на «структурный сдвиг», соответственно временные ряды разбиваются на ряды до этого момента и после.
Пусть рассматривается регрессионная модель {\displaystyle y_{t}=x_{t}^{T}b+\varepsilon _{t}}, где {\displaystyle b} — параметры модели (их количество — {\displaystyle k}). Предполагается, что подвыборки могут быть неоднородными. Таким образом, для двух подвыборок имеются две модели:
{\displaystyle {\begin{cases}y_{t}=x_{t}^{T}b_{1}+\varepsilon _{t}~,~t\in S_{1}\\y_{t}=x_{t}^{T}b_{2}+\varepsilon _{t}~,~t\in S_{2}\end{cases}}}
Эти две модели можно представить одной моделью, если использовать индикатор подвыборки {\displaystyle d}:
{\displaystyle d_{t}={\begin{cases}1~,~t\in S_{1}\\0~,~t\in S_{2}\end{cases}}}
Используя эту переменную формулируется следующая модель:
{\displaystyle y_{t}=x_{t}^{T}(d_{t}b_{1}+(1-d_{t})b_{2})+\varepsilon _{t}=d_{t}x_{t}^{T}b_{1}+(1-d_{t})x_{t}^{T}b_{2}+\varepsilon _{t}=z_{1}^{T}b_{1}+z_{2}^{T}b_{2}+\varepsilon _{t}} —
«длинная модель» без ограничений для всей выборки с количеством параметров {\displaystyle 2k}. Если в этой модели наложить ограничение {\displaystyle H_{0}:~b_{1}=b_{2}}, то получается исходная модель {\displaystyle y_{t}=x_{t}^{T}b+\varepsilon _{t}} с {\displaystyle k} параметрами также для всей выборки. Это — «короткая модель» — модель с линейными ограничениями на параметры длинной модели.
Тогда процедуру теста можно свести к проверке этого линейного ограничения. При нормально распределённых случайных ошибках применяется стандартный F-тест для проверки {\displaystyle k} линейных ограничений. Статистика этого теста строится по известному принципу:
{\displaystyle F={\frac {(RSS_{S}-RSS_{L})/k}{RSS_{L}/(n-k_{L})}}={\frac {(RSS-RSS_{1}-RSS_{2})/k}{(RSS_{1}+RSS_{2})/(n-2k)}}~\sim ~F(k,n-2k)}
Соответственно, если значение этой статистики больше критического при данном уровне значимости, то гипотеза об ограничениях отвергается в пользу длинной модели, то есть выборки признаются неоднородными и необходимо строить две разные модели для выборок. В противном случае выборка однородна (параметры модели стабильны) и можно строить общую модель для выборки.
Кроме F-теста можно применять и другие тесты для проверки гипотезы об ограничениях, в частности LR-тест. Особенно это касается более общего случая, когда выделяются не две подвыборки, а несколько. Если количество подвыборок равно {\displaystyle m}, то соответствующая LR-статистика будет иметь распределение {\displaystyle \chi ^{2}((m-1)k)}.

### Замечание
В тесте предполагается, что разными в выборках могут быть только параметры линейной модели, но не параметры распределения случайной ошибки. В частности, предполагается одинаковая дисперсия случайной ошибки в обоих подвыборках. В общем случае, однако, это может быть не так. В этом случае применяют тест Вальда со статистикой:
{\displaystyle W=({\hat {b}}_{1}-{\hat {b}}_{2})^{T}({\hat {V}}_{1}+{\hat {V}}_{2})^{-1}({\hat {b}}_{1}-{\hat {b}}_{2}){\xrightarrow {d}}\chi ^{2}(k)},
где {\displaystyle {\hat {b}}_{1},{\hat {V}}_{1},{\hat {b}}_{2},{\hat {V}}_{2}} — оценки параметров и оценки их ковариационной матрицы в первой и второй подвыборках соответственно.

## Тест Чоу на предсказание
Здесь применяется несколько иной подход. Строится модель для одной из подвыборок и на основе построенной модели прогнозируется зависимая переменная для второй подвыборки. Чем больше различия между предсказанными и фактическими значениями объясняемой переменной во второй выборке, тем больше разница между подвыборками. Соответстувующая F-статистика равна:
{\displaystyle F={\frac {(RSS-RSS_{1})/n_{2}}{RSS_{1}/(n_{1}-k)}}~\sim ~F(n_{2},n_{1}-k)}.
В данном случае также можно использовать LR-статистику с асимптотическим распределением {\displaystyle \chi ^{2}(n_{2})}.